# Battleship Potemkin
 (juillet 2013).
Si vous disposez d'ouvrages ou d'articles de référence ou si vous connaissez des sites web de qualité traitant du thème abordé ici, merci de compléter l'article en donnant les références utiles à sa vérifiabilité et en les liant à la section « Notes et références ».
Albums par Pet Shop Boys
Back to Mine : Pet Shop Boys
(2005) Fundamental
(2006)
Battleship Potemkin est un album du duo de musiciens électro-pop britanniques Neil Tennant et Chris Lowe, produit par les Pet Shop Boys et Sven Helbig (en) et sorti en 2005.

## Présentation
En 2003, à la demande de l’Institut d’art contemporain de Londres, le groupe britannique, accompagné de l'Orchestre symphonique de Dresde (Dresdner Sinfoniker), réalise une bande originale pour le film muet Le Cuirassé Potemkine réalisé par Sergueï Eisenstein et datant de 1925.
Le 12 septembre 2004, les deux œuvres sont réunies à Trafalgar Square, devant 25 000 personnes. Le film est projeté sur un immense écran pendant que l'Orchestre symphonique de Dresde joue la partition imaginée par Neil Tennant et Chris Lowe.
Cette bande originale est finalement éditée en CD le 5 septembre 2005. Un livret rédigé en anglais, allemand, français et russe relatant les diverses phases du projet l'accompagne.
Le 17 mai 2011 Astralwerks édite le CD aux États-Unis.

## Liste des titres
Toutes les chansons sont écrites et composées par Chris Lowe et Neil Tennant.
| 1.    | Comrades!                        | 3:52 |
| 2.    | Men and maggots                  | 4:57 |
| 3.    | Our daily bread                  | 0:52 |
| 4.    | Drama in the harbour             | 9:00 |
| 5.    | Nyet                             | 6:14 |
| 6.    | To the shore                     | 3:12 |
| 7.    | Odessa                           | 6:50 |
| 8.    | No time for tears                | 4:32 |
| 9.    | To the battleship                | 4:34 |
| 10.   | After all (The Odessa Staircase) | 7:23 |
| 11.   | Stormy meetings                  | 1:31 |
| 12.   | Night falls                      | 5:55 |
| 13.   | Full steam ahead                 | 1:50 |
| 14.   | The squadron                     | 4:24 |
| 15.   | For freedom                      | 3:17 |
| 68:27 |                                  |      |

Note
Men and maggots contient un sample du titre Charade de Henry Mancini et Johnny Mercer.

## Crédits

### Membres du groupe
- Chris Lowe et Neil Tennant : paroles et musique
- Dave Clayton : claviers (additionnel)

### Orchestre
- Orchestre : Dresdner Sinfoniker (Orchestre symphonique de Dresde)
  - Direction d'orchestre : Jonathan Stockhammer
  - Violoncelles : Benjamin Schwartz, Johannes Keltsch, Katrin Meingast, Sabine Grüner, Victor Meister
  - Contrebasses : Mathias Morche, Tom Bruhn, Tom Götze
  - Altos : Annegret Mattheis, Eva Oppl, Franziska Weiß, Kirstin-Maria Pientka, Robert Hartung
  - Trompette : Markus Schwind
  - Violons : Antje Löhr, Branislaw Blatny, Christian Küstermann, Christiane Thiele, Florian Mayer, Halina Deutschmann-Hütt, Juliane Heinze, Katrin Kösler, Marian Krae, Meta Hüper, Steffen Gaitzsch, Tilmann Baubkus

### Équipes technique et Production
- Production : Pet Shop Boys (Neil Tennant, Chris Lowe), Sven Helbig
- Direction artistique, Design : Farrow Design, Pet Shop Boys
- Mastering : Tim Young
- Mixage, ingénierie : Goetz Botzenhardt
- Orchestration (arrangements) : Torsten Rasch
- Programmation, ingénierie : Pete Gleadall
- Programmation (additionnel) : Dave Clayton
- Ingénierie (mix) : Phil Tyreman
- Ingénierie (orchestre) : Jörg Surrey, Holger Schwark
- Enregistrement (orchestre) : Joel Iwataki
- Artwork (Design) : Mark Farrow
- Photographie : Paul Edmondson (pochette), Hayley Madden (orchestre), Ian West (Trafalgar Square)